# Classe Orsa
Pour les articles homonymes, voir Orsa.
La Classe Orsa (aussi appelée Classe Pegaso) était une classe de torpilleurs italiens utilisés par la Regia Marina, durant la Seconde Guerre mondiale, puis de la Marina Militare. 
Construits à la fin des années 1930, les navires ont été classés d'abord comme avisos d'escorte, puis comme torpilleurs et enfin comme frégates anti-sous-marines.

## Conception et description
La Classe Orsa était une version agrandie des torpilleurs de la classe classe Spica afin d'avoir une plus grande autonomie et de pouvoir rester plus longtemps en mer. Par rapport au Spica, ils avaient un armement anti-sous-marin double, avec 4 lanceurs de charges de profondeur contre 2 sur les Spica, par rapport auquel ils étaient moins rapides.
Ces navires avaient une longueur totale de 82,5 mètres, une largeur de 9,69 mètres et un tirant d'eau de 3,74 mètres. Ils déplaçaient 840 tonnes à charge normale, et 1 575  tonnes à pleine charge. Leur effectif était de 154 officiers, sous-officiers et marins
Les Orsa étaient propulsés par deux turbines à vapeur à engrenages, chacune entraînant un arbre d'hélice et utilisant la vapeur fournie par deux chaudières. La puissance nominale des turbines était de 16 000 chevaux-vapeur (11 800 kW) pour une vitesse de 28 nœuds (51,86 km/h) en service. Ils avaient une autonomie de 5 100 milles nautiques (9 450 km) à une vitesse de 12 noeuds (22,2 km/h).
Leur batterie principale était composée de 2 canons 100/47 OTO Model 1937. La défense antiaérienne (AA) des navires de la classe Orsa était assurée par 4 mitrailleuses anti-aériennes Breda Model 1931 de 13,2 mm. Ils étaient équipés de 4 tubes lance-torpilles de 450 millimètres (21 pouces) dans deux supports jumelés au milieu du navire.  Les Orsa étaient également équipés de 4 lanceurs de charges de profondeur et d'un équipement pour le transport et la pose de 20 mines.

## Service
Au début de la Seconde Guerre mondiale, ces unités faisaient partie du VIe escadron de torpilleurs basé à Naples.
Pendant la guerre, le torpilleur Pegaso a provoqué le naufrage des sous-marins britanniques HMS Upholder (P37) (bien que la cause du naufrage de cette unité reste assez controversée) et HMS Thorn (N11) le 6 août 1942, et a reçu la médaille de bronze de la vaillance militaire pour être l'une des unités de la Regia Marina ayant le plus grand nombre de sous-marins coulés à son actif, en ayant certainement détruit trois et très probablement un quatrième, en plus des deux déjà mentionnés: le sous-marin britannique HMS Undaunted (N55), coulé près des côtes libyennes le 21 mai 1941, et le sous-marin britannique HMS Urge (N17), probablement coulé (il y a une certaine incertitude quant à savoir si le sous-marin a été coulé par une mine ou par des grenades sous-marines lancées depuis le Pegaso) le 29 avril 1942 près de Malte,.
Le 24 mai 1941, le Procione, ainsi que son navire-jumeau (sister ship) Orsa, font partie de l'escorte du paquebot Conte Rosso, chargé de troupes, qui coule après avoir été touché par deux torpilles du sous-marin britannique HMS Upholder, qui sera à son tour coulé le 20 juillet 1941 par le Pegaso.
Le Procione a ensuite été sérieusement endommagé le 2 décembre 1942 lors de la bataille du banc de Skerki. Lors de l'armistice du 8 septembre (Armistice de Cassibile), il était en réparation à La Spezia (Arsenal militaire maritime de La Spezia - Arsenale Militare Marittimo della Spezia) et, incapable de suivre le reste de la flotte à Malte, il s'est sabordé de lui-même pour ne pas finir aux mains des Allemands. Les Pegaso, Orsa, et Orione, avec les torpilleurs Impetuoso et Ardimentoso se trouvaient à La Spezia, d'où partaient, avec les croiseurs Montecuccoli, Eugenio di Savoia et Attilio Regolo, qui constituaient la VIIe division, les cuirassés Roma, Vittorio Veneto et Italia de la IXe division, les destroyers Mitragliere, Fuciliere, Carabiniere et Velite du XIIe escadreon, les destroyers Legionario, Oriani, Artigliere et Grecale du XIVe escadron, naviguent pour rejoindre le groupe naval venant de Gênes, formé par les unités de la VIIIe division, composées des croiseurs Garibaldi, Duca degli Abruzzi et Duca d'Aosta et du torpilleur Libra, puis se rendent aux Alliés à Malte avec les autres unités navales italiennes venant de Tarente. Après s'être réuni avec les unités venant de Gênes, afin d'obtenir une homogénéité dans les caractéristiques des croiseurs, le Duca d'Aosta passe de la VIIIe à la VIIe division, en remplaçant le Attilio Regolo, qui fait partie de la VIIIe division, par le Eugenio di Savoia, qui porte les insignes de l'amiral Romeo Oliva. Pendant le transfert, le cuirassé Roma, navire amiral de l'amiral Carlo Bergamini, coule tragiquement dans l'après-midi du 9 septembre au large d'Asinara, touché par une bombe planante Fx 1400 Fritz X larguée par un Dornier Do 217 de la Luftwaffe allemande. En prenant le commandement de la flotte à destination de Malte, après le naufrage du Roma, l'amiral Oliva remplit une des clauses de l'armistice, celle de hisser le drapeau noir de deuil sur les mâts et les disques noirs dessinés sur les ponts, tandis que l'amiral Bergamini qui avait été averti par téléphone par Raffaele de Courten de l'imminence de l'armistice, et des clauses relatives concernant la flotte, s'était mis en rage puis avait accepté formellement les ordres avec réticence, avait quitté ses amarres, levant le drapeau noir de deuil et ne remplissant donc pas cette clause.
Les torpilleurs Pegaso et Orsa, ainsi que le Impetuoso, le Attilio Regolo et les destroyers Mitragliere, Fuciliere et Carabiniere font partie des navires qui récupèrent les naufragés du Roma et perdent le contact avec le reste de l'escadron, qui a été dépouillé de ses chefs et dont le commandement a été repris par l'amiral Oliva, et se dirigent sans ordre vers les îles Baléares, transportant les corps récupérés et les blessés, où ils arrivent le 10 septembre. Le 11 septembre 1943, le commandant du Pegaso, le capitaine de frégate (capitano di fregata) Riccardo Imperiali di Francavilla, et le commandant du Impetuoso, Cigala Fulgosi, prennent leurs navires pour se saborder car ils ne veulent pas remettre aux Alliés les navires qu'ils commandent, restant isolés sur l'île avec les équipages des navires auto-sabordés et les autres unités de la Regia Marina, immobilisées à cause des pannes et du manque de carburant.
Le Orione, commandé par le capitaine de corvette (capitano di corvetta) Bertetti, continua avec le reste de l'équipage, tandis que le Orsa, l'autre unité survivante de la classe commandée par le capitaine de corvette Gino Dal Pin, resta interné jusqu'au 15 janvier 1945, date à laquelle les unités internées furent autorisées à partir pour l'Italie le 23 janvier.

## Unités
| Pegaso   | PG | B & S, Naples | 15 février 1936 | 8 décembre 1936 | 30 mars 1938 | Sabordé le 11 septembre 1943 |
| Procione | PR | B & S, Naples | 15 février 1936 | 3 janvier 1937  | 30 mars 1938 | Sabordé le 9 septembre 1943  |
| Orione   | ON | CNR, Palerme  | 27 avril 1936   | 21 avril 1937   | 31 mars 1938 | Désarmé en 1964              |
| Orsa     | OS | CNR, Palerme  | 27 avril 1936   | 21 mars 1937    | 31 mars 1938 | Désarmé en 1964              |

## Après-guerre
Après la guerre, le Orsa et le Orione font partie des navires que l'Italie est autorisée à conserver en vertu des clauses du traité de paix; les deux unités, qui font partie de la Marina Militare, sont ensuite réaménagées.
Les travaux de réaménagement sont achevés en 1955 et concernent surtout l'armement, qui est reconfiguré avec un seul canon de 100/47 mm, les mitrailleuses de 13,2 mm sont remplacées par un nombre égal de canons antiaériens de 40/56 mm. Un lanceur de charges de profondeur "porcospino" a également été installé et deux des quatre lanceurs de bombes anti-sous-marins ont été remplacés par de nouveaux lanceurs de bombes anti-sous-marins.
Les deux unités ont rempli des fonctions d'escadron jusqu'en 1957-58 et ont ensuite été affectées au service des cibles, en remplacement des anciens dragueurs de mines mécaniques Abba et Mosto.

Afin de remplir les nouvelles tâches, l'unité arrière de 100/47 mm est débarquée et remplacée par un dispositif optique, appelé "poulailler", permettant d'observer les rejets de tir contre les cibles remorquées, tandis qu'une catapulte pour le lancement d'avions cibles radiocommandés (B.R.C.) est installée sur le côté bâbord du gaillard d'avant. En outre, un petit rouf est construit à l'avant du pont pour permettre le stockage des avions cibles. Les deux unités se sont alternées, selon les différents besoins, dans cette activité, n'ayant qu'un seul équipage à leur disposition.

### Orsa (F 558)
Après l'adhésion de l'Italie à l'Organisation du traité de l'Atlantique nord (OTAN), il a reçu le numéro d'identification (Pennant number) F 558 et a servi jusqu'en 1964. Le nom Orsa sera plus tard hérité par une frégate lance-missiles de la classe Lupo.

### Orione (F 559)
Après l'adhésion de l'Italie à l'OTAN, il a reçu le numéro d'identification F 559 et a servi jusqu'en 1964. En 1961, le navire est impliqué dans une collision avec le Indomito, qui s'est produite à environ 45 milles nautiques (83 km) au large de Tarente, faisant un mort.

### Source
- (it) Cet article est partiellement ou en totalité issu de l’article de Wikipédia en italien intitulé « Classe Orsa » (voir la liste des auteurs).